# Symploce incuriosa
Symploce incuriosa är en kackerlacksart som först beskrevs av Henri Saussure 1899.  Symploce incuriosa ingår i släktet Symploce och familjen småkackerlackor. Inga underarter finns listade i Catalogue of Life.